# معادن سنگ میکا در افغانستان
در افغانستان سنگ میکا را بنام سنگ ابرک یاد نموده به همین نام می‌شاسند. ابرک دارای فورمول کیمیاوی AB2-3(X, Si)4O10(O, F, OH)2 بوده در افغانستان به شکل ورقه و جامد وجود دارد. انواع سنگ‌های ابرک شامل
- بیوتیت (Biotite
- گلوکونیت Glauconite
- لیپودیلیت Lepidolite
- مارگریت  Margarite
- ماسکویت  Muscovite
- فلوگیت Phlogopite

می‌باشد که هر کدام دارای رنگ جسامت خاص می‌باشد. ترکیب کیمیاوی آن‌ها مشتمل بر آلومینیم، کلسیم پتاسیم و غیره عناصر می‌باشد. در افغانستان معا دن ابرک در شمالغرب میدان شهر؛ در منطقه تکانهٔ ولسوالی جلریز در امتداد شاهراه ولایت میدان شهر - بامیان، در ساحه یامچیان ولسوالی درایم بدخشان، منطقه پیتاب لرگر ولسوالی شهرستان ولایت دایکندی، ابرک در ولایت کاپیسا، ظواهر معادن سنگ ابرک ولسوالی ارگو بدخشان ظواهر معادن ابرک بادغیس و غیره مناطق افغانستان وجود دارد؛ تاکنون در مورد مقدار ذخایر بعضی از این معادن، چیزی گفته نشده‌است.
معادن سنگ ابرک سفید (مسکوویت) در منطقه ننگتای ولسوالی شیگل و شلتن (در ۱۵ کیلومتری شرق اسعدآباد) و در مناطق کوه قمچی، څانگار و دیوز ولسوالی وته پور (در ۱۲ کیلومتری شمال شهر اسعدآباد) نیز وجود دارد.

## سنگ ابرک اشکمش
این معدن در ولسوالی اشکمش ولایت تخار موقعیت دارد که هنوز مورد بهره‌برداری قرار نگرفته‌است.

## معادن ابرک لرگر دایکندی
این معادن در منطقه بیتاب لرگر ولسوالی شهرستان ولایت دایکندی قرار دارد. مقدار پیش‌بینی شده تولیدات این معدن درسال: ۲۰۰ تن می‌باشد. ابرک‌های این معادن شکل خاص خود را دارا می‌باشد تمامی منرال‌های این گروپ به، سودیم شکل صفحه یی یافت می‌شوند

## معادن ابرک بدخشان
این معدن درمنطقه شصت رخه وجود دارد که در سال‌های ۱۳۱۷–۱۳۱۸ به مقدار ۱۰۰ تن از آن استخراج شده‌است. همچنان از این نوع معدن در منطقه تاواخ نیز موجود است.

## معادن ابرک نورستان
در نورستان ۳۸۰ معادن سنگ‌های قیمتی و نیمه قیمتی یافت می‌شود یکی از این معادن سنگ ابرک است؛ که تا حال ذخایر آن تثبیت نگردیده است.

## اهمیت سنگ ابرک
ابرک یکی از مهم‌ترین مواد است که در پیشرفت تکنولوژی (مخصوصا صنایع الکترونیک) در حال و آینده مورد استفاده قرار دارد. در اوتوهای برقی، مکرون داش‌ها استفاده زیاد دارد. ابرک خشک‌کننده و پوشش دهنده، دیوارهای سمنتی گچی (غرض افزایش مقاومت دیوار)، منبسط‌کننده ماده رنگی، در پر نمودن ترک‌های چاهای نفت، صنایع کاغذ سازی، تولید تایر، پلی پروپیلن، کوره‌های ذوب ریخته‌گری، فولادسازی (منبع تهیه لیتیوم)، ساخت وسایل عینک (عدسی)، زیور آلات، عایق حرارتی، پلاستیک سازی، علاج برخی امراض پوستی، تولید کاغذ میکا (میکای مصنوعی)، در صنایع زراعتی و .. مورد استفاده قرار دارد.